# Dean Mathey
Dean Mathey (Nova York, 23 de novembre de 1890 − Princeton, 16 d'abril de 1972) va ser un tennista i home de negocis estatunidenc.

## Torneigs de Gran Slam

### Dobles masculins: 1 (0−1)
| Resultat  | Núm. | Any  | Torneig                     | Parella       | Oponents                     | Marcador      |
| --------- | ---- | ---- | --------------------------- | ------------- | ---------------------------- | ------------- |
| Finalista | 1.   | 1914 | U.S. National Championships | George Church | Maurice McLoughlin Tom Bundy | 4−6, 2−6, 4−6 |